# ОШ „Вук Караџић” Кикинда
ОШ „Вук Караџић” једна је од најстаријих школа у Кикинди. Налази се у улици Генерала Драпшина 3.

## Историјат
Основна школа „Вук Караџић” је основана 1950. године под називом „Осмолетка бр. 2”. На почетку рада су имали седам разреда који су били формирани од ученика прва четири разреда постојеће четворогодишње школе и од ученика прва три разреда Пуне кикиндске гимназије. Од 1952. године су имали свих осам разреда и одлуком наставничког већа су преименовани у Осмолетку „Вук Караџић”. У том периоду су у свом саставу имали два одељења забавишта, комбиновано одељење на Пољопривредном комбинату Банат и простор који је користила Школа за ученике у привреди. Године 2015. је зграда школе реконструисана, простор је адаптиран у складу са наставним захтевима, као и кабинети за предметну наставну, фискултурна сала, просторија за целодневни боравак, библиотека, трпезарија, задруга и базен. Данас су познати и под називом „Школа отвореног срца”. При школи је основан Фонд „Велинка Тешин” који су установили родитељи преминуле Велинке Тешин, бивше ученице Основне школе „Вук Караџић” и из њега се награђују ученици осмог разреда који су имали најбоље резултате из области Српског језика и књижевности. Добитници су Октобарске награде Кикинде 1965—1966. године.